# Weiße Fetthenne
Die Weiße Fetthenne (Sedum album), auch Weißer Mauerpfeffer genannt, ist eine Pflanzenart aus der Gattung der Fetthennen (Sedum) innerhalb der Familie der Dickblattgewächse (Crassulaceae).

## Beschreibung

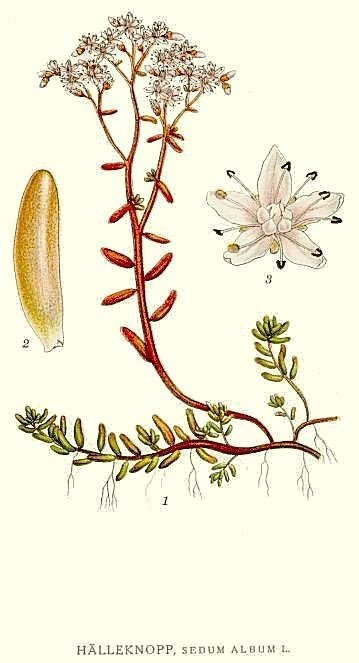
Illustration

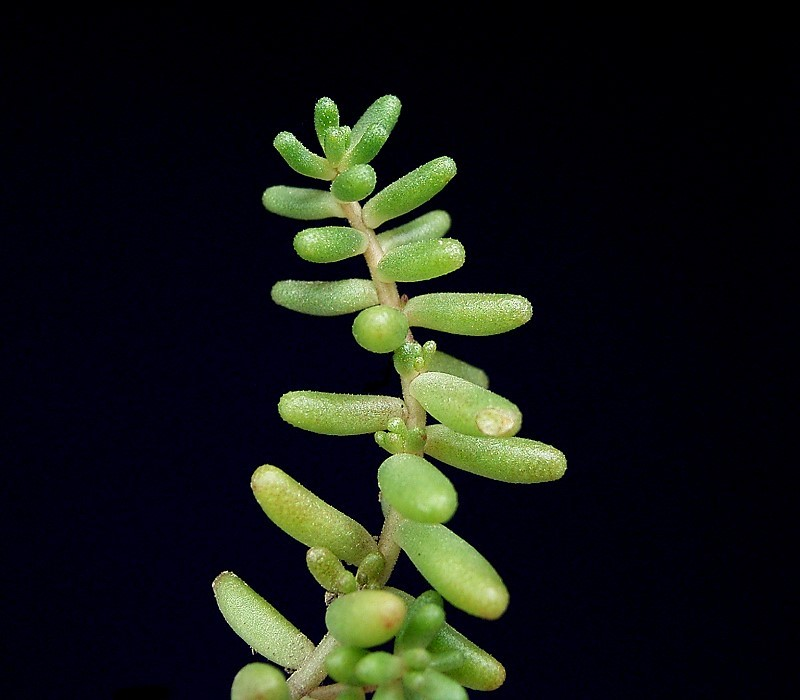
Stängel mit Laubblättern

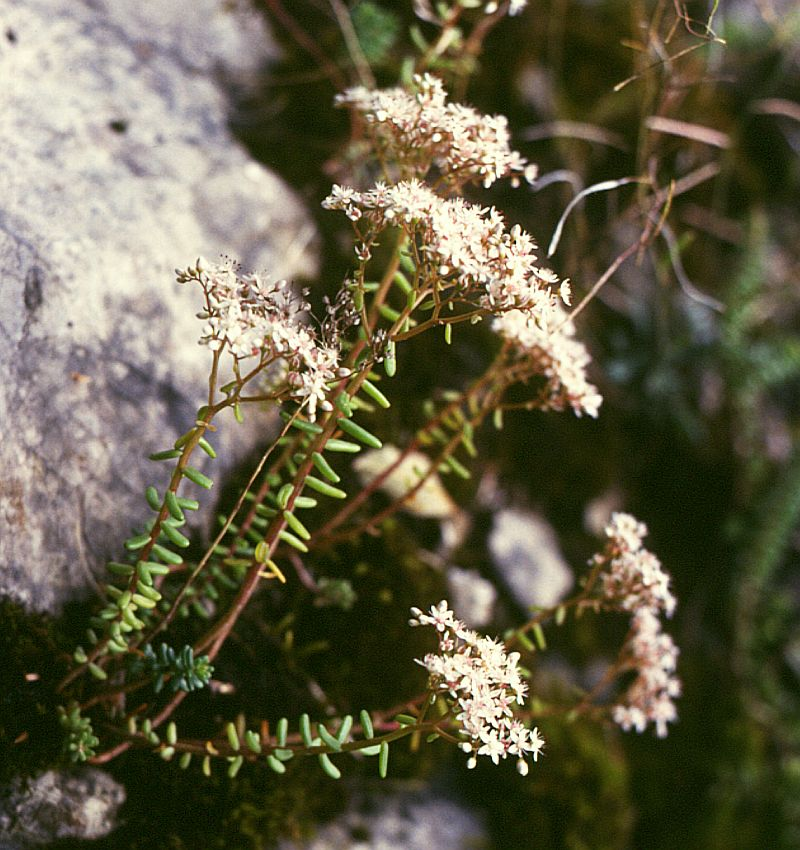
Habitus mit Blütenständen

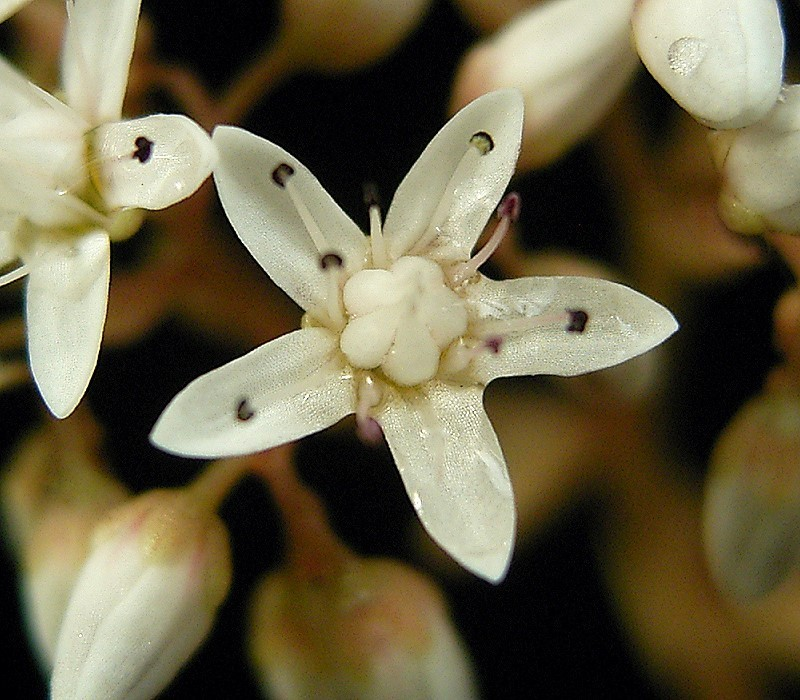
Blüten

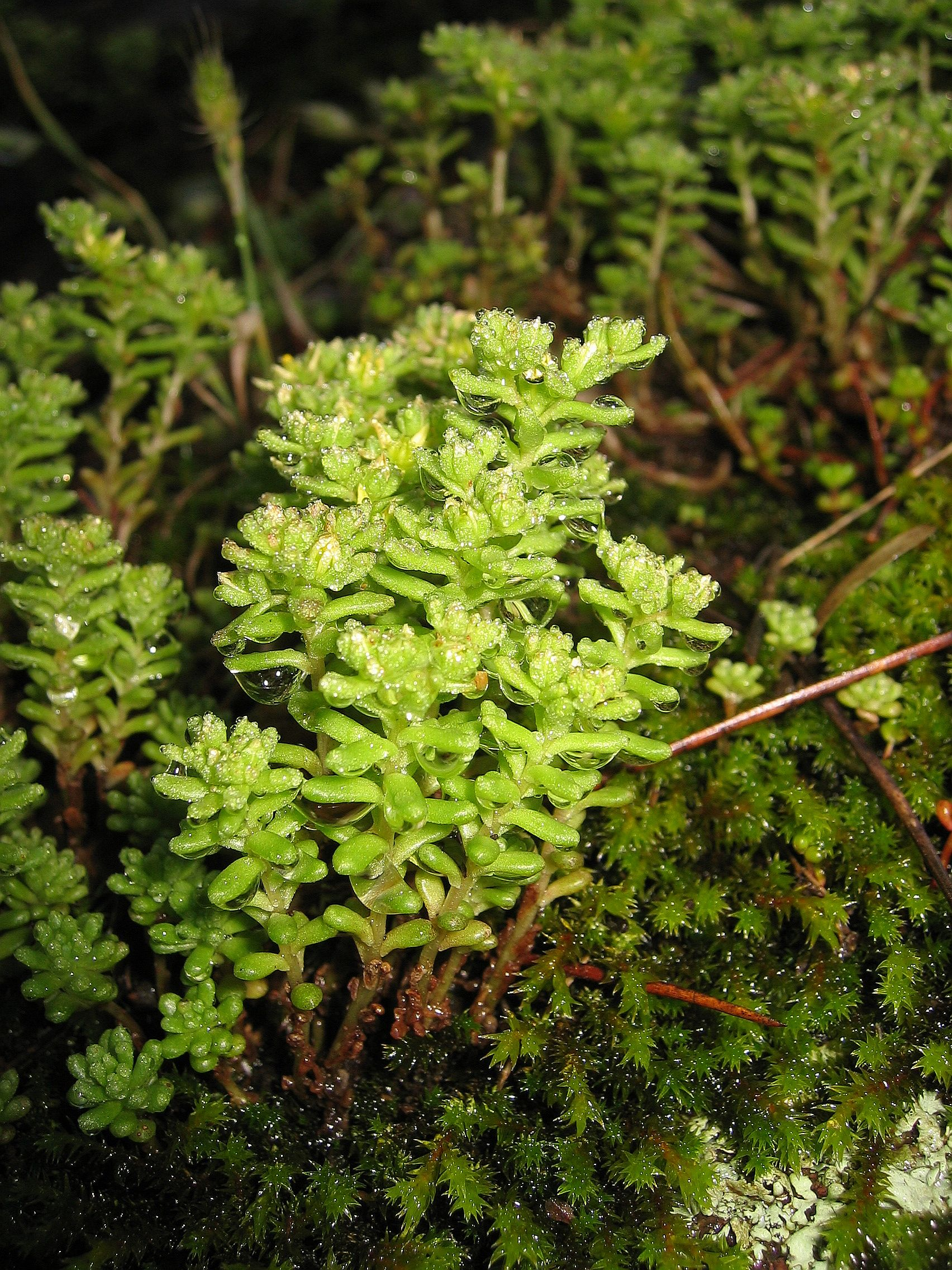
Blühendes Sedum album subsp. micranthum in Korsika

Die Art Sedum album ist sehr formenreich.

### Vegetative Merkmale und Ökologie
Die Weiße Fetthenne ist ein überwinternd grüner, rasenbildender Chamaephyt, der Wuchshöhen von 8 bis 20, selten bis zu 30 Zentimetern erreicht. Die Stängel sind kahl, zahlreiche blühen nicht. Die fast waagrecht abstehenden Laubblätter sind wechselständig am Stängel angeordnet. Die einfache Blattspreite ist bei einer Länge von 7 bis 20 Millimetern und einer Dicke von 1 bis 3 Millimetern länglich-lanzettlich, halbstielrund und beiderseits gewölbt. Ihre Färbung reicht von graugrün bis rotbraun.

### Generative Merkmale
Die Blütezeit reicht von Juni bis September. Auf langen Stängel befindet sich ein mehrfach verzweigter, doldenrispiger Blütenstand mit vielen Blüten. Der Blütenstiel ist 2 bis 4 Millimeter lang.
Die zwittrigen Blüten sind radiärsymmetrisch und fünfzählig mit doppelter Blütenhülle. Die fünf Kelchblätter sind bei einer Länge von 1,3 Millimetern breit-länglich, grün und undeutlich dreinervig. Die meist fünf Kronblätter sind 2 bis 4 Millimeter lang, stumpflich und weiß bis blassrosafarben mit rotem Mittelnerv. Die zehn Staubblätter sind nur wenig kürzer als die Kronblätter. Die Staubbeutel sind rotbraun.
Die fünf Balgfrüchte sind bis zu 5 Millimeter lang und am oberen Ende verschmälert. Die hell-braunen Samen sind bei einer Länge von etwa 0,7 Millimetern länglich
Die Chromosomenzahlen betragen 2n = 32 oder 64.

## Vorkommen
Die Weiße Fetthenne kommt in Süd- und Mitteleuropa, im südlichen Skandinavien, in der Türkei und in Armenien, auch im Kaukasusraum und in  Nordwestafrika vor. Sie ist auch oft aus Kultur verwildert. Sie hat ursprüngliche Vorkommen in fast allen Ländern Europas außer in Irland, Island, Polen, Belarus und Moldau.
Die Weiße Fetthenne gedeiht in trockenen Felsspalten, auf Fels- und Schotterfluren und auf sandigen und steinigen Ruderalstellen. Sedum album ist eine Charakterart der Ordnung Felsgrus- und Felsband-Gesellschaften, der Sedo-Scleranthetalia, kommt aber auch in Pflanzengesellschaften der Klassen Asplenietea trichomanis oder Festuco-Brometea vor. In den Allgäuer Alpen steigt sie bis in Höhenlagen von etwa 1800 Metern auf. Im Engadin steigt sie am Piz Alv bis in Höhenlagen von 2200 Metern und im Kanton Wallis bis 2500 Metern auf.
Die ökologischen Zeigerwerte nach Landolt et al. 2010 sind in der Schweiz: Feuchtezahl F = 1w+ (sehr trocken aber stark wechselnd), Lichtzahl L = 4 (hell), Reaktionszahl R = 4 (neutral bis basisch), Temperaturzahl T = 3 (montan), Nährstoffzahl N = 2 (nährstoffarm), Kontinentalitätszahl K = 4 (subkontinental), Salztoleranz 1 = tolerant.

## Taxonomie und Systematik
Der wissenschaftliche Name Sedum album wurde 1753 durch Carl von Linné in Species Plantarum, Tomus 1, S. 432  erstveröffentlicht.
Man kann folgende Unterarten unterscheiden:
- Sedum album subsp. album:
- Kleinblütige Weiße Fetthenne (Sedum album subsp. micranthum (Bast. ex DC.) Syme). Bei ihr sind die Kronblätter nur 2 bis 3 Millimeter lang sind.[1] Ursprünglich kommt sie im Mittelmeergebiet vor. Sie wird in Mitteleuropa auch als Zierpflanze genutzt, ist in Bayern in Einbürgerung begriffen und kommt unbeständig in Baden-Württemberg, Rheinland-Pfalz und in Sachsen vor.[7]
- Sedum album subsp. rupimelitense Mifsud, R.Stephenson & Thiede: Sie wurde 2015 aus Malta beschrieben.[3]

## Nahrungspflanze
Die Weiße Fetthenne dient verschiedenen Schmetterlingen als Raupenfutterpflanze. Dazu zählen insbesondere folgende Arten: Fetthennen-Bläuling (Scolitantides orion) und Roter Apollo (Parnassius apollo). In Hungerzeiten wurde die Weiße Fetthenne auch von Menschen gegessen. Die oberirdischen Teile ohne die Wurzeln sind bedingt zum Verzehr geeignet; sie sind schwach giftig und können Erbrechen auslösen.

## Inhaltsstoffe
Außer Alkaloiden sind als Pflanzeninhaltsstoffen noch das Monosaccharid Sedoheptulose nachgewiesen.

## Nutzung
Die Weiße Fetthenne wird verbreitet als Zierpflanze in Steingärten, Rabatten, zur Dachbegrünung, in Pflanzschalen und Heidebeeten genutzt.
Es gibt einige Sorten (Auswahl):
- ‘Murale’: die Blätter sind braunrot
- ‘Coral Carpet’: die Blätter sind im Sommer grün, im Winter bronzerot
- ‘Chloroticum’
- ‘Laconicum’.